# Žemyna
Žemyna var jordens gudinna inom litauisk mytologi. 
Hon tillhörde de största gudarna inom den litauiska religionen. 